# Juanita Frances
Juanita Frances Lemont, de casada Juanita Frances Schlesinger (1901-1992) fue una activista feminista australiana y fundadora de la Married Women's Association (MWA, Asociación de Mujeres Casadas).

## Biografía
Nació en Australia. Nunca conoció a su padre, Timothy Lemont, y fue criada por su madre, que era asistente de tienda. Su padre estaba en la Marina. Se formó como enfermera y se mudó a Reino Unido en la década de 1920. Mientras ayudaba a las mujeres en North Kensington, conoció a la veterana sufragista Flora Drummond, apodada "La General", que le sirvió de inspiración.
Tras su llegada a Inglaterra se involucró con el grupo feminista Six Point Group. El grupo trabajaba para que la igualdad de las mujeres se incluyera en el trabajo de la Liga de Naciones: se formó el "Grupo Internacional de Igualdad de Derechos" y Frances fue enviada a Ginebra, donde tuvo tres reuniones que no llegaron a nada. Quería empoderar a las madres y las mujeres casadas.
Jugó un papel decisivo en la creación de la Asociación de Mujeres Casadas en 1938, convirtiéndose luego en su presidenta. La primera presidenta de la MWA fue Edith Summerskill y otras miembros notables fueron Vera Brittain, la abogada Helena Normanton y más tarde en 1945 Helen Nutting.
En 1947, después de tener dos hijos, se divorció de su marido, un banquero llamado Gerald Leonard Schlesinger. La casa de Londres que él había construido se convirtió en la sede oficial de la MWA.
1952 fue la gran división, Helena Normington era presidenta y adoptó una línea independiente al presentar pruebas a la Royal Commission on Marriage and Divorce (Comisión Real de Matrimonio y Divorcio). Se plantearon objeciones al hecho de que el enfoque favorecía a las mujeres privilegiadas, lo que no coincidía con el objetivo de la asociación. La disputa acabó en un cisma y la constitución del Council of Married Women (Consejo de Mujeres Casadas) dirigido por Normanton, Doreen Gorsky, Evelyn Hamilton y Helen Nutting. Estas habían sido presidenta, presidenta, vicepresidenta y secretaria, respectivamente, antes de su renuncia. La Royal Commission tardaría cinco años en considerar su posición, informando en 1956.